# مصطفى ثريا
مصطفى سعيد ثريا (23 أكتوبر 1994 - 7 يناير 2024) هو صحفي ومصور فلسطيني، من مواليد مدينة غزة، عمل في عدد من وسائل الإعلام الفلسطينية، وعمل لدى وكالة الصحافة الفرنسية منذ عام 2019.
عمل في المرحلة الأخيرة من حياته على نقل الأحداث الجارية في مدينة غزة، وكان مرافقًا للإعلامي حمزة الدحدوح في أغلب المتابعات الإعلامية، حتى قُتل برفقته في هجوم جوِّي إسرائيلي استهدف مركبة للصحفيين في منطقة غرب خان يونس جنوب قطاع غزة، وكان مصطفى وحمزة في مهمَّة عمل لقناة الجزيرة، لنشر أخبار النازحين وبيان أحوالهم ومعاناتهم.